# هيلين كوبر (كاتبة)
هيلين كوبر (بالإنجليزية: Helen Cooper)‏ هي كاتبة للأطفال وكاتِبة بريطانية، ولدت في 1963 في لندن في المملكة المتحدة.

## وصلات خارجية
- الموقع الرسمي